# Vibrio harveyi
Vibrio harveyi é uma bactéria marinha gram-negativa bioluminescente do gênero Vibrio. A V. harveyi tem forma de bastonete, é móvel (via flagelos polares), é facultativamente anaeróbica e halofílica. A V. harveyi pode ser encontrada nadando livremente em águas marinhas tropicais, como comensais na microbiota intestinal de animais marinhos, e como um patógeno primário e oportunista de animais marinhos, incluindo corais, ostras, camarões, lagostas, robalo e cavalos - marinhos. É responsável pela vibriose luminosa, uma doença que afeta os camarões penaeides de criação comercial. Além disso, com base em amostras colhidas por navios oceânicos, acredita-se que V. harveyi seja a causa do efeito de mares leitoso, no qual, durante a noite, um brilho azul uniforme é emitido da água do mar .

## Quorum sensing
Grupos de bactérias V. harveyi se comunicam por meio de detecção de quorum (quorum sensing) para coordenar a produção de fatores de bioluminescência e virulência. A detecção do quorum foi estudada pela primeira vez em V. fischeri (agora Aliivibrio fischeri), uma bactéria marinha que utiliza uma sintase (LuxI) para produzir um autoindutor específico (AI) que se liga a um receptor (LuxR). Chamados de sensores "LuxI / R," esses sistemas foram identificados em muitas outras espécies de bactérias Gram-negativas. Apesar de sua relação com A. fischeri, V. harveyi não possui um sistema de detecção de quorum LuxI / R e, em vez disso, emprega um circuito de detecção de quorum híbrido, detectando seu autoindutoratravés de uma histidina-quinase. Desde a sua identificação em V. harveyi, esses sistemas híbridos foram identificados em muitas outras espécies bacterianas. V. harveyi usa um seu autoindutor, denominada autoindutor-2 ou AI-2, que é também usado por outras espécies bacterianas Assim, o estudo de V. harveyi tem sido fundamental para a compreensão e apreciação da comunicação bacteriana interespécies. 

## 2
1. ↑  Owens, Leigh; Busico-Salcedo, Nancy (2006). «Vibrio harveyi: Pretty Problems in Paradise (Chapter 19)». In:  Thompson; Austin; Swings. The Biology of Vibrios. ASM Press. [S.l.: s.n.]
2. ↑  «Vibrio harveyi: a significant pathogen of marine vertebrates and invertebrates». Letters in Applied Microbiology. 43: 119–214. 2006. PMID 16869892. doi:10.1111/j.1472-765X.2006.01989.x Verifique o valor de |display-authors=Austin B, Zhang XH (ajuda)
3. ↑  «Quorum Sensing: Cell-to-Cell Communication in Bacteria». Annual Review of Cell and Developmental Biology. 21: 319–346. 2005. PMID 16212498. doi:10.1146/annurev.cellbio.21.012704.131001 Verifique o valor de |display-authors=Waters CM, Bassler BL (ajuda)
4. ↑  «Intercellular signalling in Vibrio harveyi: sequence and function of genes regulating expression of luminescence». Molecular Microbiology. 9: 773–786. 1993. PMID 8231809. doi:10.1111/j.1365-2958.1993.tb01737.x Verifique o valor de |display-authors=Bassler BL, Wright M, Showalter RE, Silverman MR (ajuda)
5. ↑  «Quorum sensing in Escherichia coli, Salmonella typhimurium, and Vibrio harveyi: a new family of genes responsible for autoinducer production». Proceedings of the National Academy of Sciences. 96: 1639–44. 1999. PMC 15544. PMID 9990077. doi:10.1073/pnas.96.4.1639 Verifique o valor de |display-authors=Surette MG, Miller MB, Bassler BL (ajuda)
6. ↑  «The LuxS family of bacterial autoinducers: biosynthesis of a novel quorum-sensing signal molecule». Molecular Microbiology. 41: 463–476. 2001. PMID 11489131. doi:10.1046/j.1365-2958.2001.02532.x Verifique o valor de |display-authors=Schauder S, Shokat K, Surette MG, Bassler BL (ajuda)
7. ↑  «Structural identification of a bacterial quorum-sensing signal containing boron». Nature. 415: 545–549. 2002. PMID 11823863. doi:10.1038/415545a Verifique o valor de |display-authors=Chen X, Schauder S, Potier N, Van Dorsselaer A, Pelczer I, Bassler BL, Hughson FM (ajuda)